# A&G年越し特番 チョー突猛進!カウントダウンLIVE SP
A&G年越し特番 チョー突猛進!カウントダウンLIVE SP（エーアンドジーとしこしとくばん チョーとつもうしん!カウントダウンライブスペシャル）は、2006年大晦日から2007年元旦に掛けて、文化放送メディアホールプラスとサテライトプラスにて、3部構成で公開生放送されたラジオ番組である。

## 放送局・放送時間
- 文化放送：第1部 2006年12月31日 23:00 - 翌0:30
- BBQR：第1.5部 2007年1月1日 1:00 - 2:00（インターネットストリーミング放送）
- 文化放送：第2部 2007年1月1日 3:00 - 4:00

## パーソナリティ
- 宮野真守
- 鹿野優以（アシスタント）
- 五島貴史（外回り担当）

## 第1部
- ゲストを迎え2006年を振り返りつつ、トークとライブで盛り上がった。
- AG ONEにて小野坂昌也と板東愛が生放送中の「まさや・ばんばん しぼりたて生!」とリンクした。

### ゲスト
- ポアロ（鷲崎健・伊福部崇）・sorachoco（稲村優奈・花村怜美）・新谷良子

### ライブ
- 空にとける虹と君の声／新谷良子
- 12月31日、晴れ、風邪をひいた／ポアロ
- A LIFE WITH THE STAR／sorachoco
- 実力あいあい／鹿野優以
- GUILTY BEAUTY LOVE／宮野真守

## 第1.5部
- 第1部の宮野の司会進行振りに疑問の声が上がり、宮野と鹿野が司会の権利を争う企画がポアロから提案される。6人が2組に分かれ、「司会争奪! 任天堂Wii3本勝負対決」が行われた。結果は文化放送で番組を持っているという理由で宮野の勝ち。

### ゲスト
- ポアロ（鷲崎健・伊福部崇）・柿原徹也・加藤英美里

### 司会争奪! 任天堂Wii3本勝負対決
- 古今東西テニス
- ダジャレボウリング
- 下克上ボクシング

## 第2部
- 前半は猪鍋をつつきながらマッタリとトークをしていたが、後半は闇鍋大会で盛り上がった。
- エンディングは宮野が柿原に物まねを振り時間切れとなった。

### ゲスト
- 柿原徹也・加藤英美里

### 真夜中のチョー突猛進! 闇鍋大会
各人が持ち込んだ材料
- 加藤英美里：ドライ苺、オクラ
- 柿原徹也：納豆、マスタード
- 宮野真守：うまい棒めんたい味、ナボナ
- 鹿野優以：イナゴの佃煮

## チョー突猛進! 真夜中の猪探し
- 猪の着ぐるみを着た五島貴史が、公共交通機関のみを使って朝4時まで行ける所まで移動する。リスナーは放送や特設Blogを参考に五島猪を探す。五島猪を見つけてジャンケンに勝ったら、A&GボールペンやニンテンドーDS Lite等をプレゼントされる。
- 文化放送1階 サテライトプラスからスタート

→浅草の浅草寺で恐いお兄さんに絡まれる
→東京タワーで逆ナンされる
→鎌倉の鶴岡八幡宮では誰一人として来ず
→由比ヶ浜では裸になって真冬の海にダイブ

## FAX募集
- 2007年チョー突猛進!したいこと

## 番組へのメッセージ
CMや音楽の後等に声優のコメント「2006年を振り返って」「2007年の抱負」「告知」が流れた。
- 山口勝平
- 田村ゆかり
- 森田成一
- 水樹奈々
- 浅野真澄
- 鈴村健一
- 茅原実里